# Dicranolasma ponticum
Espèce
Dicranolasma ponticum est une espèce d'opilions dyspnois de la famille des Dicranolasmatidae.

## Distribution
Cette espèce en Turquie, en Géorgie, en Azerbaïdjan et en Iran,.

## Description
Le mâle holotype mesure 3,9 mm, les mâles mesurent de 3,7 à 4,3 mm et les femelles de 4,3 à 4,8 mm.

## Systématique et taxinomie
Cette espèce a été décrite par Gruber en 1998.

## Étymologie
Son nom d'espèce lui a été donné en référence au lieu de sa découverte, le Pont.

## Publication originale
- Gruber, 1998 : « Beiträge zur Systematik der Gattung Dicranolasma (Arachnida: Opiliones, Dicranolasmatidae). I. Dicranolasma thracium Starega und verwandte Formen aus Südosteuropa und Südwestasien. » Annalen des Naturhistorischen Museums in Wien, vol. 100, p. 489–537.